# Phaius australis
Phaius australis là một loài thực vật có hoa trong họ Lan. Loài này được F.Muell. miêu tả khoa học đầu tiên năm 1858.

## Hình ảnh

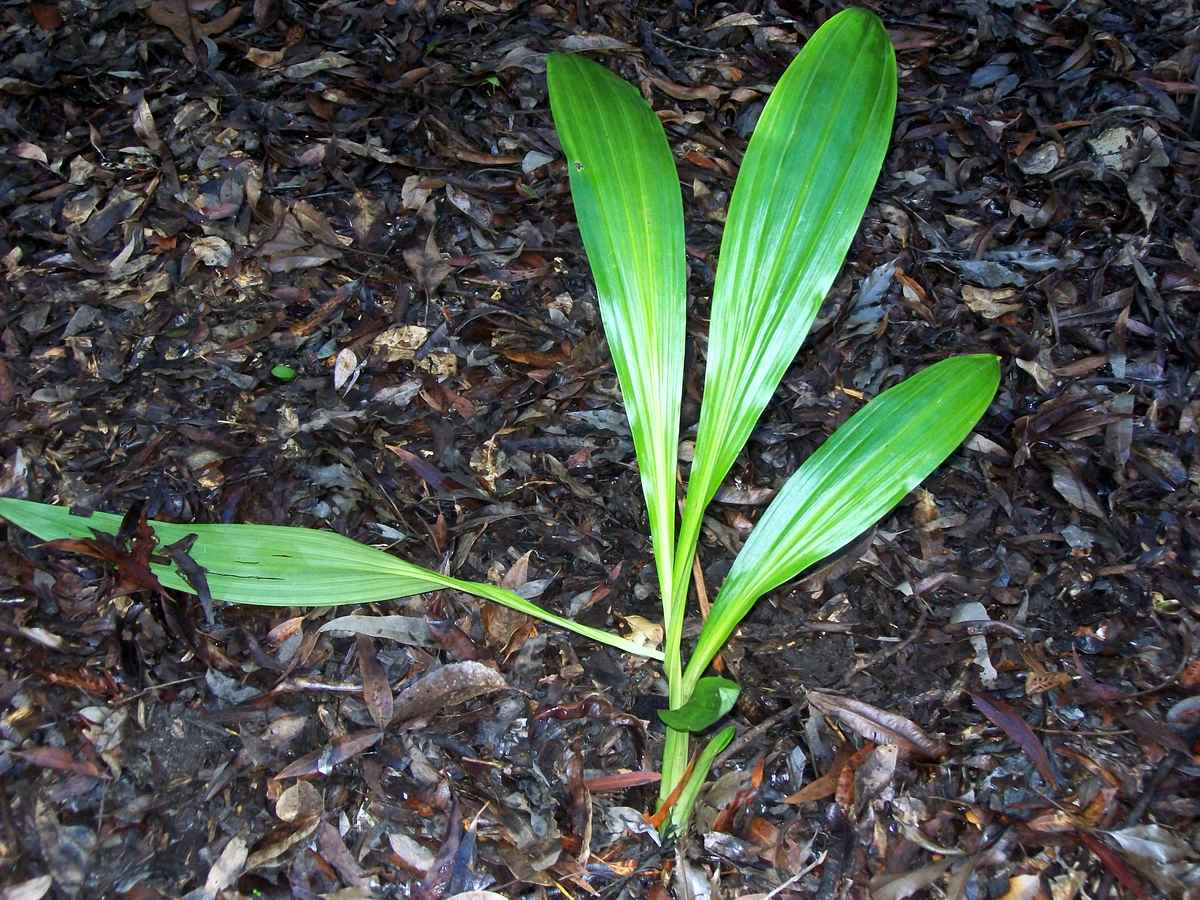